# كارول جونستون
كارول جونستون (10 مارس 1958 - 11 مايو 2019) كانت لاعبة جمباز تنافسية كندية، ولدت بدون الذراع اليمنى أسفل المرفق. على الرغم من إعاقتها، أصبحت جونستون بطلة جمباز جامعية وظهرت في فيلم ديزني التلفزيوني عام 1980 بعنوان "Lefty" (العسراء).

## النشأة
ولدت كارول جونستون في 10 مارس 1958، في كالغاري، ألبرتا. في البداية، خططت لدخول مجال التزلج الفني على الجليد. بدأت الجمباز لتقوية ساقيها للتزلج الفني، ولكنها بعد ذلك وقعت في حب هذه الرياضة وبدأت التدريب في نادي ألتادور للجمباز (Altadore Gymnastics Club) في كالغاري في سن الثانية عشرة. خلال زيارة إلى كندا في عام 1976، تم تقديم جونستون إلى مدرب الجمباز لين روجرز وعرض عليها مكانًا في فريق الجمباز في جامعة كاليفورنيا الولائية في فولرتون، وهو ما قبلته.

## المسابقات
في عام 1975، أدت جونستون في ألعاب كندا الشتوية، وفي العام التالي تنافست في الألعاب الأولمبية للناشئين في مونتريال وفي دعوات هاواي (Hawaii Invitationals).
بعد ذلك، تنافست لأربعة مواسم مع فريق تايتنز في جامعة كاليفورنيا الولائية في فولرتون من 1977 إلى 1980. وباعتبارها لاعبة في فريق تايتنز فوليرتون ، أصبحت بطلة اتحاد الكليات الغربية (Western Collegiate Athletic Association) على عارضة التوازن في عام 1977، وحصلت على المركز الثاني في لقاء الرابطة الوطنية لرياضة الجامعات في سياتل، في كل من عارضة التوازن والحركات الأرضية، في عام 1978، وحصلت مرتين على تكريم All-American من قبل اتحاد ألعاب القوى بين الكليات للنساء على عارضة التوازن والحركات الأرضية. في المواسم الثلاثة الأولى التي تنافست فيها لصالح تايتنز، حقق فريق الجمباز في جامعة ولاية كاليفورنيا، فولرتون سجل 45-0 في اللقاءات.
في عام 1979، كانت مصممة على الفوز بالميدالية الذهبية في بطولات الرابطة الوطنية لرياضة الجامعات. ومع ذلك، مزقت الرباط الصليبي الأمامي أثناء سقوطها من المتوازي متفاوت الارتفاع في الإحماء لمنافسة ضد UCLA ولم تتمكن من إنهاء اللقاء. وُضعت ساقها في جبيرة لمدة ثمانية أسابيع، ولم تتمكن من المنافسة لبقية الموسم. قالت إن الإصابة كانت المرة الأولى التي شعرت فيها حقًا بأنها معاقة. بعد إصابتها، عادت للمنافسة في موسم 1980، لكنها أصابت ركبتها مرة أخرى وخضعت لعملية جراحية كبرى لإعادة بناء الركبة. بناءً على نصيحة الأطباء، اعتزلت الجمباز التنافسي.

## الحياة بعد الاعتزال من الجمباز التنافسي
تخرجت جونستون من جامعة كاليفورنيا الولائية في فولرتون في عام 1981 وفي عام 1988 تخرجت بدرجة الماجستير في التربية البدنية مع تخصص في علم النفس الرياضي من جامعة كاليفورنيا الولائية. استقرت في كاليفورنيا، وعملت في الموارد البشرية وإدارة شؤون الموظفين، ودرّست الجمباز بدوام جزئي، وقامت ببعض الخطابات العامة.
في عام 1992، حصلت جونستون على جائزة الإنجاز المتميز من لجنة مقاطعة أورانج لتوظيف الأشخاص ذوي الإعاقة.
في أكتوبر 2013، تم إدخالها إلى قاعة مشاهير ألعاب القوى بجامعة ولاية كاليفورنيا، فولرتون، حيث تم الكشف عن تشخيص إصابتها بـمرض آلزهايمر مبكر الظهور في عام 2012. بدعم من زوجها سكوت د. كونيار وأصدقائها، حاولت أن تعيش حياة طبيعية قدر الإمكان. توفيت في 11 مايو 2019، بسبب مضاعفات مرض آلزهايمر.

## في الإعلام
في عام 1979، أنتجت ديزني فيلمًا وثائقيًا قصيرًا عن جونستون بعنوان الاستثنائية حقاً: كارول جونسون (الاستثنائية حقًا: كارول جونستون) والذي عُرض في المدارس؛ كان هذا واحدًا من سلسلةالاستثنائي حقًا من
أفلام والت ديزني التعليمية القصيرة، بهدف إظهار كيف يعيش الناس مع الإعاقات. تم لاحقًا تحويل هذا الفيلم القصير إلى نسخة موسعة بُث لأول مرة في 21 سبتمبر 1980 على قناة إن بي سي في سلسلة عالم ديزني الرائع، كفيلم تلفزيوني بعنوان "العسراء". كانت جونستون مترددة في البداية في تصوير الفيلم، لكنها غيرت رأيها بعد التحدث مع روجرز.
في عام 1982، كانت موضوع كتاب لبيت دونوفان بعنوان Carol Johnston: One-Armed Gymnast (كارول جونستون: لاعبة الجمباز ذات الذراع الواحدة).

## وصلات خارجية
- معرض الصور الرسمي لكارول جونستون ضمن دفعة 2013 في قاعة مشاهير تايتنز
- عرض شرائح تهنئة لكارول جونستون بمناسبة إدخالها قاعة مشاهير جامعة ولاية كاليفورنيا، فولرتون